# 卡尔斯费尔德
卡尔斯费尔德（德語：Karlsfeld，發音：[ˈkaʁlsfɛlt] ⓘ）是德国巴伐利亚州上巴伐利亚行政区达豪县的市镇，面积15.61平方千米，2023年12月31日人口为22,101人。